# Автошлях Т 0804
Автошля́х Т 0804 — автомобільний шлях територіального значення в Запорізькій та Херсонській області. Проходить територією Кам'янсько-Дніпровського, Верхньорогачицького, Великолепетиського та Каховського районів через Кам'янку-Дніпровську — Велику Лепетиху — Каховку. Загальна довжина — 105,4 км.

## Маршрут
Автошлях проходить через такі населені пункти:
| Автошлях Т 0804               |           |
| Запорізька область            |           |
| Кам'янсько-Дніпровський район |           |
| Кам'янка-Дніпровська          | Т 0805    |
| Велика Знам'янка              |           |
| Херсонська область            |           |
| Верхньорогачицький район      |           |
| Таврійське                    |           |
|                               | Т 2208    |
| Великолепетиський район       |           |
| Мала Лепетиха                 |           |
| Велика Лепетиха               | Т 2209    |
| Каховський район              |           |
| Каховка                       | Р47Т 2214 |